# Nicki Sørensen
Pour les articles homonymes, voir Sørensen.
Nicki Sørensen, né le 14 mai 1975 à Herning, est un cycliste et directeur sportif danois. Équipier et capitaine de route reconnu, capable de s'illustrer sur des terrains variés, et notamment vallonnés, il a notamment remporté une étape du Tour de France en 2009. 

## Biographie

### Début de carrière
Après avoir été longtemps athlète, Nicki Sørensen commence le cyclisme à l'âge de 19 ans. Il passe professionnel en 1999 dans l'équipe Chicky World, puis rejoint l'équipe Fakta à l'arrêt de son ancienne équipe, en 2000. Avec cette équipe, il réussit un remarquable printemps, terminant 5e du Grand Prix Pino Cerami avant de remporter la 1re étape du Circuit des Mines, qu'il gagne en ayant porté le maillot de leader de bout en bout. Sørensen remporte encore en mai le Tour de la Hainleite et la course danoise Lemvig-Holstebro-Lemvig. En juin, il termine 6e du Tour de Luxembourg et 5e du Championnat du Danemark. Ces résultats lui permettent d'obtenir une sélection dans l'équipe du Danemark aux Jeux olympiques, ainsi qu'aux Championnats du monde. Il termine 40e et 41e de ces deux courses, mais obtient son dernier podium de la saison en septembre, sur le Grand Prix Jef Scherens, où il est battu par Dave Bruylandts et Andy de Smet.

### CSC / Saxo Bank (2001-2014)
Fort de ces quatre victoires, Sørensen rejoindre la CSC-World Online en 2001. Il y joue un rôle d'équipier, mais termine 4e du Championnat du Danemark, et participe à son premier Tour de France, où il est 4e de la 16e étape, remportée par Jens Voigt. Sørensen obtient également plusieurs résultats sur les grandes classique : 26e du Tour de Lombardie en 2001, puis 16e de la Flèche wallonne et 17e de Liège-Bastogne-Liège l'année suivante. En 2002, il fait aussi preuve de capacités pour les courses par étapes, terminant 20e du Tour de France, grâce notamment à une longue échappée dans la 18e étape, où il gagne plus de 11 minutes. En fin de saison, il termine 3e du Grand Prix Bruno Beghelli avant de participer une nouvelle fois aux Championnats du monde. 
Au cours des années suivantes, Sørensen participe chaque année au Tour de France, où il est l'équipier de Tyler Hamilton, puis d'Ivan Basso, mais aussi plusieurs fois au Tour d'Espagne. À titre personnel, il enrichit encore à plusieurs reprises son palmarès, remportant notamment le titre du Champion du Danemark en 2003, et montant sur le podium de la Klasika Primavera la même année. En 2005, Sørensen remporte certaines de ses plus importantes victoires. Dès le mois de février, il profite d'une erreur d'aiguillage des deux coureurs de tête, Philippe Gilbert et Wim Van Huffel, pour gagner au sprint le Grand Prix de la Marseillaise, puis, grâce à la victoire de son équipe dans le contre-la-montre par équipes, il prend la 4e place du Tour méditerranéen, derrière Franco Pellizotti et ses coéquipiers Jens Voigt et Fränk Schleck. Après une cinquième participation consécutive au Tour de France, il participe au Tour d'Espagne, dont il remporte la 18e étape à Avila. Parti en éclaireur pour soutenir son leader, Carlos Sastre, il compte parmi les rescapés d'une échappée de 16 coureurs longue de 165 km, et devance au sprint Javier Pascual Rodriguez. 

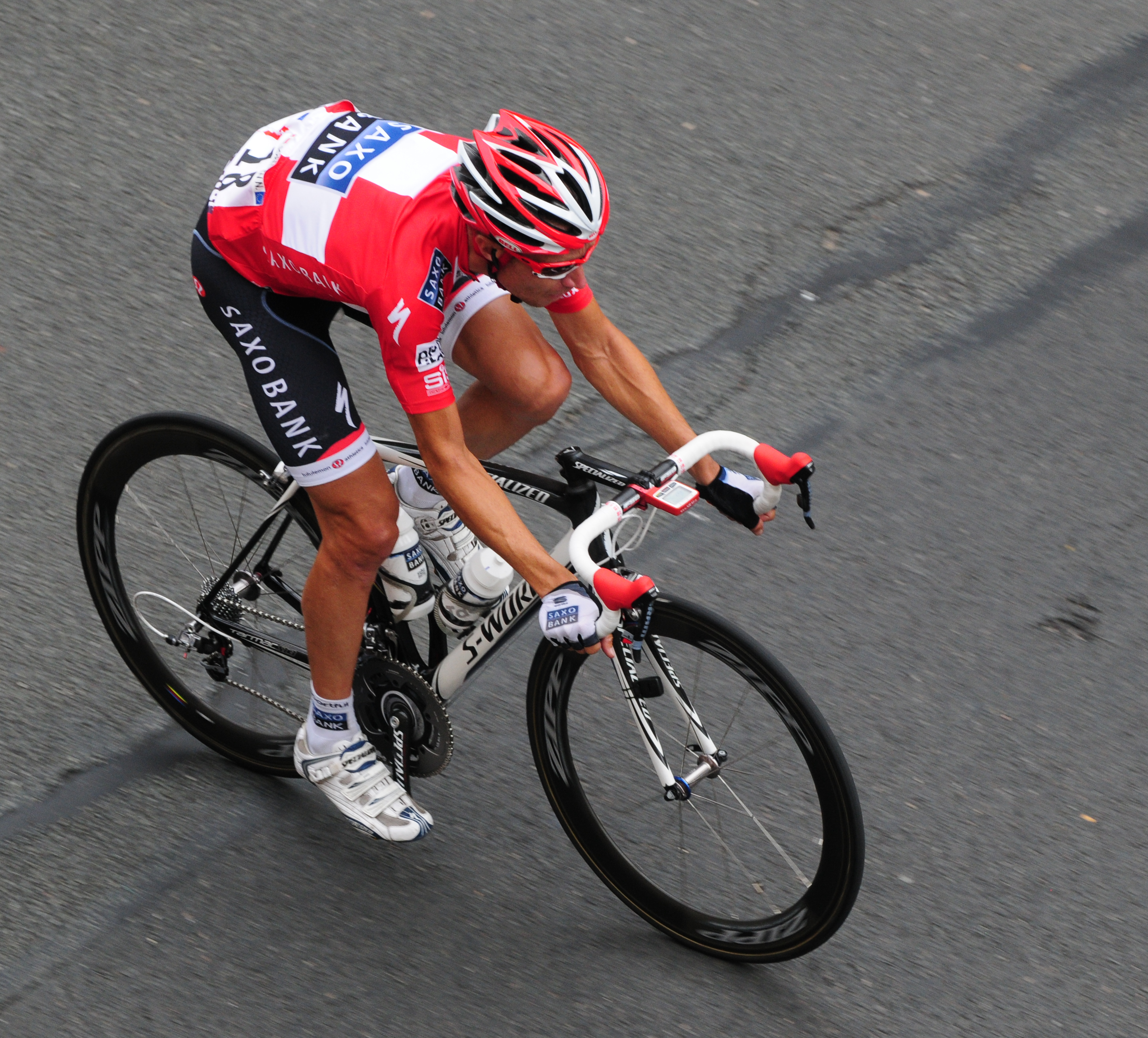
Nicki Sørensen durant le Tour de France 2010.

En 2006, Sørensen ne court pas le Tour de France, mais les deux autres grands tours, où son équipe remporte chaque fois le contre-la-montre par équipes. Après avoir obtenu la 28e place du Tour d'Espagne, il participe à nouveau aux Championnats du monde, qu'il termine 12e, sa meilleure performance, puis obtient la 7e place au Grand Prix de Zurich, sa meilleure place sur une course du ProTour. En 2007, Sørensen ne court aucun grand tour, ce qui lui offre l'occasion de s'illustrer sur de courtes courses par étapes, comme le Tour de Bavière, où il termine 7e, le Tour de Saxe ou le Tour du Danemark, où il est chaque fois 5e, non sans avoir sur chacune de ces courses aidé un coéquipier à monter sur le podium. 
En 2008, Nicki Sørensen participe au Tour d'Italie, puis au Tour de France, où il contribue à la victoire finale de son leader, Carlos Sastre. Pour la deuxième fois, Sørensen remporte le titre de du Champion du Danemark, et participe aux Jeux olympiques, où il termine 25e. En 2009, Sørensen obtient notamment la 15e place de l'Amstel Gold Race avant de participer à son 7e Tour de France, où il remporte la 12e étape en solitaire à Vittel. À l'issue d'une longue échappée, il attaque à 22 km de l'arrivée, puis distance son dernier adversaire, Sylvain Calzati. Sa victoire est présentée par les médias comme celle d'un équipier modèle qui a su saisir sa chance. Il prend la 31e place finale du Tour, puis participe au Tour du Danemark, qu'il abandonne après avoir remporté la 2e étape et porté le maillot de leader. Ces résultats lui permettent de signer un nouveau contrat de deux ans pour Saxo Bank en août 2009.
Le 28 mai 2011, il avoue avoir effectué le meilleur contre-la-montre de sa carrière, en prenant la sixième place de la quatrième étape du Tour de Bavière et ce qui lui permit de prendre la seconde place du général. 
Le 27 août 2014 Nicki Sorensen, âgé de 39 ans, décide de mettre un terme à sa carrière de cycliste à la fin de la saison. Sa dernière course est le Tour de Lombardie.

### Reconversion
Quelques jours après l'arrêt de sa carrière de coureur cycliste la presse annonce que le Danois est embauché par l'équipe Tinkoff-Saxo comme directeur sportif,. En juin 2015, il avoue s'être dopé au début de sa carrière professionnelle. En 2016, il devient directeur sportif de l'équipe Cycling Academy, puis Aqua Blue Sport en 2017 et 2018.

## Palmarès et classements mondiaux

### Palmarès
- 1999
  - 4e étape du Tour de Rhénanie-Palatinat
- 2000
  - Tour de la Hainleite
  - Circuit des Mines :
    - Classement général
    - 1re étape

  - 3e du Grand Prix Jef Scherens
- 2002
  - 3e du Grand Prix Bruno Beghelli
- 2003
  -  Champion du Danemark sur route
  - 3e de la Klasika Primavera
- 2005
  - Grand Prix d'ouverture La Marseillaise
  - 4e étape du Tour méditerranéen
  - 18e étape du Tour d'Espagne
- 2006
  - 1re étape du Tour d'Espagne (contre-la-montre par équipes)
  - 1reb étape de la Semaine cycliste internationale (contre-la-montre par équipes)
  - 5e étape du Tour d'Italie (contre-la-montre par équipes)
  - 7e du Championnat de Zurich
- 2007
  - Eindhoven Team Time Trial
- 2008
  -  Champion du Danemark sur route
- 2009
  - 12e étape du Tour de France
  - 2e étape du Tour du Danemark
- 2010
  -  Champion du Danemark sur route
- 2011
  -  Champion du Danemark sur route
  - 2e du Tour de Bavière
  - 3e du Tour du Frioul
- 2012
  - Grand Prix Bruno Beghelli
  - 2e du championnat du Danemark sur route

### Résultats sur les grands tours

#### Tour de France
10 participations
- 2001 : 49e
- 2002 : 20e
- 2003 : 44e
- 2004 : 88e
- 2005 : 71e
- 2008 : 118e
- 2009 : 31e, vainqueur de la 12e étape
- 2010 : 155e
- 2011 : 95e
- 2012 : 99e

#### Tour d'Italie
3 participations
- 2006 : 77e, vainqueur de la 5e étape (contre-la-montre par équipes)
- 2008 : 34e
- 2010 : 72e

#### Tour d'Espagne
6 participations
- 2003 : 87e
- 2005 : 38e, vainqueur de la 18e étape
- 2006 : 28e, vainqueur de la 1re étape (contre-la-montre par équipes)
- 2011 : 120e
- 2012 : 155e
- 2013 : 100e

### Classements mondiaux
| Année                  | 2005 | 2006 | 2007 | 2008 | 2009 | 2010 | 2011 | 2012 | 2013 | 2014 |
| ---------------------- | ---- | ---- | ---- | ---- | ---- | ---- | ---- | ---- | ---- | ---- |
| Classement ProTour     | 151e | 136e |      |      |      |      |      |      |      |      |
| Calendrier mondial UCI |      |      |      |      | 128e |      |      |      |      |      |
| UCI World Tour         |      |      |      |      |      |      |      | 190e | nc   | nc   |